# Bisaltes fuscodiscalis
Bisaltes fuscodiscalis là một loài bọ cánh cứng trong họ Cerambycidae.